# Schoenoplectus scirpoides
Schoenoplectus scirpoides är en halvgräsart som först beskrevs av Heinrich Adolph Schrader, och fick sitt nu gällande namn av J. Browning. Schoenoplectus scirpoides ingår i släktet sävsläktet, och familjen halvgräs. Inga underarter finns listade i Catalogue of Life.